# Régulation de la ponte des œufs par le rythme circadien

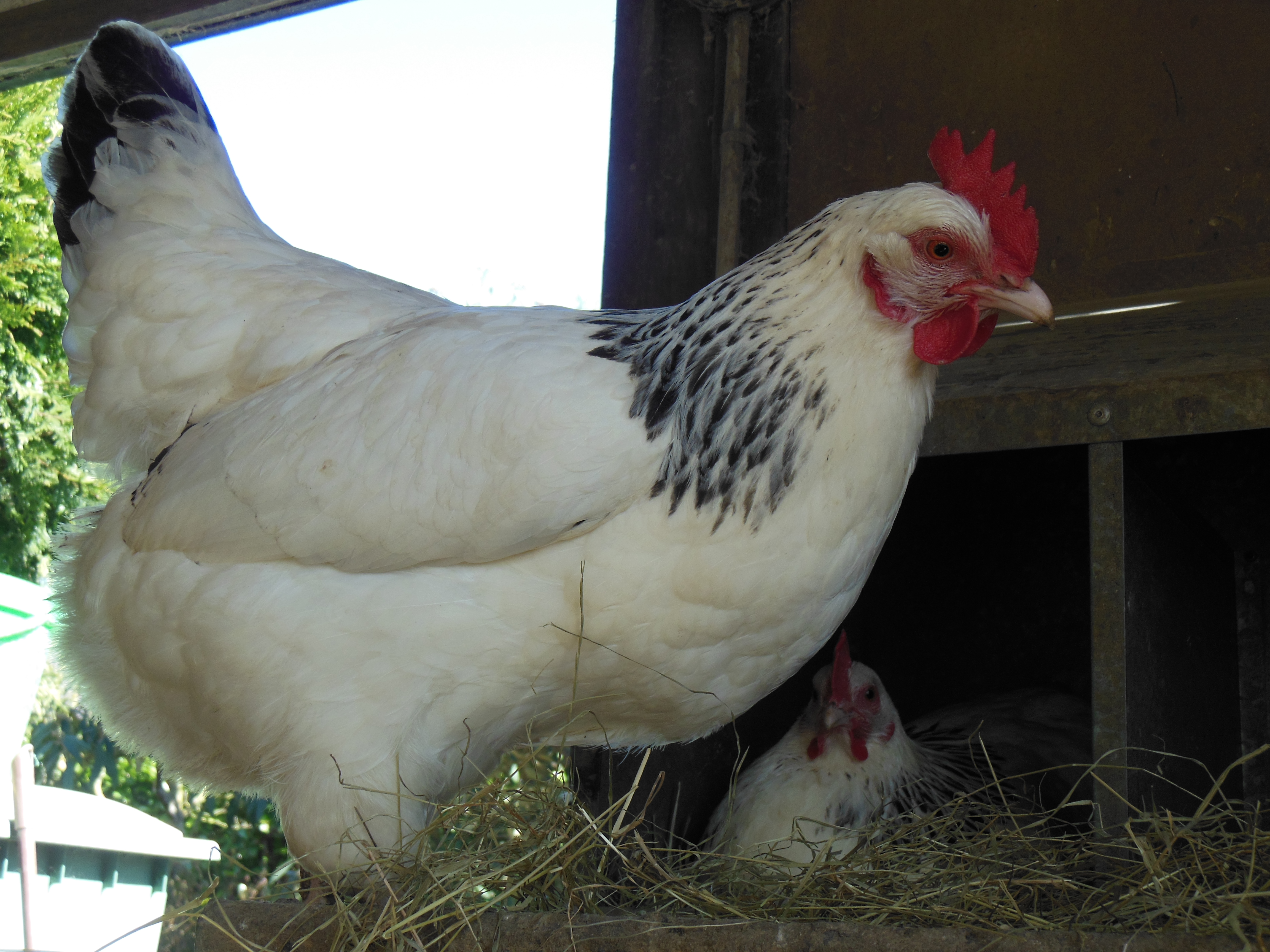
Poule d'élevage dans un pondoir.

La chronobiologie de la poule pondeuse est l'étude des mécanismes et facteurs qui contribuent à réguler le cycle de la ponte des œufs chez la poule. Sa compréhension permet aux éleveurs d’améliorer leur production et la qualité des œufs à proposer sur le marché.

## Histoire
Les facteurs qui influencent la production d'œufs chez les poules suscitent déjà l'attention des chercheurs depuis un siècle, surtout au niveau des effets de la saisonnalité et la photopériode sur la maturité sexuelle des poules et la quantité d'œufs produits,,,.
Plus récemment[Quand ?], avec la demande changeante du marché, les recherches se concentrent plus sur l'amélioration de la qualité des œufs, plutôt que sur la quantité,,. Ces recherches sont maintenant poussées par l’intérêt croissant à propos des gènes responsables de la régulation des horloges chez la poule.

## Ponte des œufs
La poule pondeuse de l’espèce Gallus gallus domesticus est élevée pour sa chair, mais aussi pour ses œufs. La ponte des œufs de cette espèce modèle est utilisée dans le cadre de différents domaines de recherche comme le domaine médical, l’immunologie, le comportement animal, l’évolution et plusieurs autres,,,. Il a été prouvé que l’environnement, l'alimentation et le stress peuvent grandement influencer la qualité des œufs,,. C’est pourquoi plusieurs chercheurs se penchent sur les effets possibles que peuvent avoir des modifications du cycle circadien sur la qualité des œufs,.
Depuis 1990 et jusqu’à 2020, à travers le monde, il y a eu une augmentation de plus de 100 % du volume de production d’œufs, allant de 35,07 en 1990 jusqu’à 86,67 millions de tonnes en 2020. En 2020, le pays produisant le plus d’œufs par année était la Chine (596 milliards), suivi de l’Inde (114 milliards), de l’Indonésie (112 milliards) et des États-Unis (111,6 milliards). Aux États-Unis, en 2020, il a été estimé que 286,5 œufs sont consommés par personne chaque année. La majorité de la production des œufs se fait par des poules pondeuses en cages, suivies des poules élevées en liberté puis des poules en productions biologiques.

## Photopériodisme

### Définition du photopériodisme
Le photopériodisme est la capacité d’estimer et d’utiliser la longueur d’une journée comme signal pour chronométrer les événements saisonniers tout au long de leur vie. Ainsi, les plantes et les animaux utilisent la longueur des jours pour estimer la période de l’année. Chez les animaux, ce comportement permet de répartir les activités énergiquement épuisantes à travers l’année et ainsi avoir la chance d’optimiser leur taux de reproduction lors de certaines périodes. La capacité d’anticiper physiologiquement les conditions annuelles est possible grâce à des mécanismes endogènes.

### Photopériodisme et poule pondeuse
Le photopériodisme joue un rôle important chez la poule en régulant le cycle annuel de la ponte. Dans le cas des poules pondeuses domestiques, lorsqu’elles sont exposées à la lumière naturelle, la ponte débute peu longtemps après le solstice d’hiver. Tout au long de l’année, la ponte des œufs est régulée par le cycle des saisons et les variations dans la durée du jour. Le moment où la ponte atteint son maximum est lors du début du printemps. Puis, elle commence à diminuer vers l'équinoxe d’automne et atteint son seuil le plus bas vers la fin de l’automne et le début de l’hiver. L’augmentation de la photopériode provoque l’activation de l’axe reproducteur et, au contraire, la diminution de la photopériode provoque la terminaison de la ponte active. 
Chez la poule, la reproduction est régulée par l’axe neuroendocrinien, soit l’axe hypothalamo-pituito-gonadique (HPG). Cet axe permet la détection sensorielle de différents signaux internes et externes, l’intégration de l’information par le cerveau via l’hypothalamus, la réponse endocrine aux hormones de la glande pituitaire, ce qui mène au recrutement des gonades, plus précisément les ovaires, au développement des oviductes et aux changements métaboliques en vue de la période de ponte active. De plus, cet axe est sous contrôle de deux hormones, soit l’hormone de libération de gonadotrophines hypothalamiques I (GnRH-I) et l’hormone inhibitrice de la gonadotrophine (GnIH). En général, la production de mélatonine durant la nuit stimule la synthèse et la sécrétion de GnIH, ce qui a pour conséquence d’inhiber le GnRH-I. Lors de la période de jour court, le taux de mélatonine sécrété est plus élevé, ce qui provoque une forte inhibition de GnRH-I, prévenant la reproduction de la poule. Au contraire, lors de la période de jours longs, l'activation de photorécepteurs causée par une photostimulation supérieure réduit la production de mélatonine et la sécrétion de GnIH, ce qui supprime l’inhibition de GnRH-I et qui permet la reproduction et l‘entrée dans la période de ponte active.  

### Lumière et ponte

Spectre de la lumière visible.

L’utilisation de la lumière artificielle est intéressante pour les producteurs car, en plus d’améliorer la ponte d’œufs, elle permet aussi de synchroniser celle-ci. L’intensité de la lumière doit être suffisante sinon la production des œufs ralentie. Toutefois, il est inutile de dépasser une intensité de 7 lux car, au-delà de ce seuil, la production d’œufs n’augmente pas. L’exposition à la lumière affecte la ponte des poules mais ne modifie pas la qualité des œufs. Le choix du type de lumière influence également la pontes des œufs. En gardant la même intensité mais avec un éclairage fluorescent, le taux de ponte augmente.
Différentes couleurs de lumières n’ont pas le même effet sur la maturité sexuelle des poules et donc sur la ponte des œufs. Le développement du système reproducteur est atteint plus rapidement avec les lumières bleues et vertes ce qui mène à une première ponte plus précoce et des œufs plus gros. Cependant, l’utilisation en continue des couleurs bleue et verte ne maintient pas un taux de production élevé. Les lumières de couleurs rouges et claires apportent des effets contraires, une maturité sexuelle plus tardive, mais un meilleur taux de production.
Prolonger le cycle d’une journée à 28 heures permet d’augmenter le poids moyen de l’œuf et de diminuer le taux de ponte. Un inconvénient de ce rythme est le coût élevé en électricité pour les producteurs. Une alternative moins coûteuse est un rythme dit asymétrique (création d’un jour subjectif) qui ne modifie ni la ponte ni l’œuf. Un cycle plus court que 24 heures a un effet bénéfique sur la coquille d'œuf si la poule est à la base productive.